# Mencui
Mencui és un poble del terme municipal de Soriguera, a la comarca del Pallars Sobirà, dins del territori de l'antic terme municipal d'Estac.
Està situat a una altitud de 1.256,4 metres d'altitud, a l'extrem occidental del terme, al nord-oest d'Escós i a l'oest d'Estac. Es troba al fons de la vall del Barranc des Basses, a l'esquerra del Barranc de la Font, en el vessant de ponent de la Serra de les Escales.
A més de l'església de Sant Clem, destaquen en el poble la Casa Vella del Batlle i Casa Pubill.

## Etimologia
Segons Joan Coromines, Mencui pertany al nombrós grup de topònims preromans, iberobascs, de les comarques pallareses i pirinenques en general. En aquest s'explica per la suma de dues arrels: mendi (muntanya) i oi (adjectiu relacionat amb abundància). Lloc molt muntanyós seria una interpretació plausible del topònim.

## Geografia

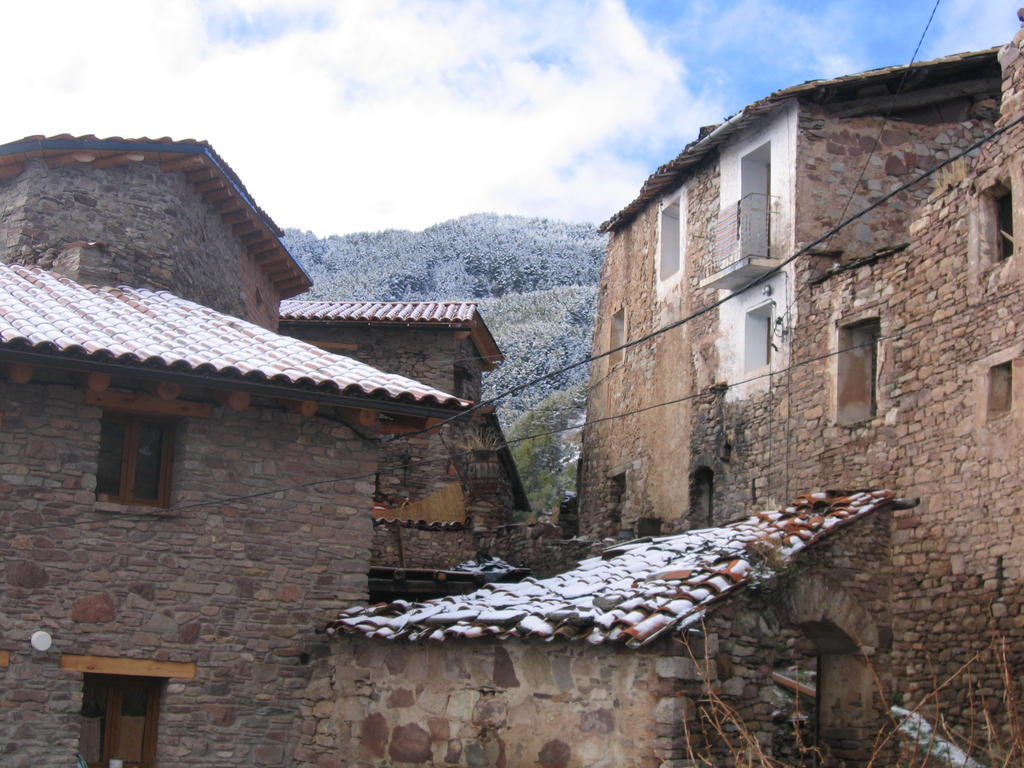
Un carrer de Mencui

### El poble de Mencui
El poble, petit, està situat en un lleuger coster a la mateixa carena, amb l'església de Sant Clem en el punt més alt i septentrional del nucli. El poble posseïa uns safareigs, avui enrunats, tal com ho està l'església de Sant Clem. Aquesta va ser desvalisada durant uns anys en què el poble va estar abandonat de facto, començant un procés de degradació que ha durat fins avui. Així, les campanes de Sant Clem es troben al poble d'Estac. L'accés es fa per una pista de terra, i els carrers no són pavimentats.
El poble actual es troba en un emplaçament diferent de l'original, el medieval, Mencui Vell, del qual queden escasses restes.

#### Economia
Com a la resta de la vall d'Escòs la ramaderia és i ha estat una font d'ingressos bàsica i fonamental per Mencui. Predomina la ramaderia d'ovicàprids, tot i que es crien conills i gallinacis. Tal com testimonia Madoz al seu Diccionario Geográfico els aspectes econòmics bàsics no han canviat gaire si parlem de la ramaderia. Abans diverses cases fortes haurien posseït importants ramats, avui només queda Casa Pubill, amb quasi mig miler de caps.

#### Les cases del poble[3]
Actualment pràcticament totes les cases de la desena que formaren el poble resten dempeus almenys parcialment, havent estat moltes restaurades, totalment o parcialment. La majoria del poble, però, està enrunat: algunes cases i pràcticament totes les eres i pallers són caiguts. Casa Pubill i un parell de cases més són les úniques habitades efectivament tot l'any. Mentre que les altres són les cases originals restaurades, la ubicació actual de casa Pubill és un paller restaurat. 
| - Casa Batlle - Casa Cubiló - Casa Torner | - Casa Pubill - La Rectoria - Casa Bartomeu | - Casa Rei - Casa Ton |

## Història

### Edat Medieval
Les primeres notícies de la Vall d'Escòs daten de l'alta edat mitjana. Mencui sempre ha anat vinculat a la resta de la vall. Així, sembla que la vall hauria estat un focus de conflictes en la guerra entre els comtes Ramon V de Pallars Jussà i Artau I de Pallars Sobirà, tal com a les concòrdies dels anys 1094-1095 la vall i Mencui queden definides definitivament al darrer. Restaria vinculat al comtat de Pallars Sobirà fins a passar a ser patrimoni reial a la baixa edat mitjana. Van ser habituals les escomeses dels comtes de Pallars a partir d'aquest moment, maldant per a recuperar el domini de la vall. La relativa freqüència del lloc de Mencui a la documentació ens fa pensar que hauria estat un terme important.

### Edat moderna
Hauria pertangut a la Baronia d'Estac, amb la resta de la vall d'Escós i Arcalís. El 1553 Scos y Muncuy, conjuntament, enregistraven 8 focs civils (uns 40 habitants). Al padró del 1715 es documenten 5 cases, dues més que Escòs, entre elles Damià Cubiló, Damià Torner i Barthomeu. El 1731 el batlle de Mencui és Jaume Joan, el 1739 Bartomeu.

### Edat contemporània
Pascual Madoz dedica un article breu del seu Diccionario geográfico... a Mencui (Mencuy). S'hi diu que és una localitat amb ajuntament en el vessant d'una muntanya, on el clima és fred i la combaten els vents del nord i de l'est; s'hi pateixen algunes inflamacions. Tenia en aquell moment 12 cases i l'església de Sant Climent; és annexa a la parròquia d'Estac. Les terres són muntanyoses i pedregoses, i la part muntanyosa està quasi tota despoblada. S'hi collia sègol, no gaires patates i una mica de llegums. S'hi criaven cabres i ovelles, i hi havia caça de perdius i de conills. Comptava amb 6 veïns (caps de casa) i 49 ànimes (habitants).

## Demografia[7]
| 1857 | 1888 | 1900 | 1910 | 1920 | 1930 | 1940 | 1950 | 1960 | 1970 | 1981 | 1991 | 2000 | 2002 | 2004 | 2006 | 2008 | 2010 | 2011 |
| ---- | ---- | ---- | ---- | ---- | ---- | ---- | ---- | ---- | ---- | ---- | ---- | ---- | ---- | ---- | ---- | ---- | ---- | ---- |
| 107  | 45   | 50   | 62   | 75   | 57   | 56   | 50   | 30   | 9    | 4    | 4    | 3    | 2    | 2    | 8    | 12   | 12   | 12   |